# Kip Uskrslog Isusa Krista u Međugorju
Kip Uskrslog Isusa Krista u Međugorju monumentalna je brončana skulptura koja se nalazi u neposrednoj blizini župne crkve svetoga Jakova apostola u Međugorju, Bosna i Hercegovina. 
Skulpturu je izradio slovenski kipar Andrej Ajdič, a postavljena je za Uskrs 1998. godine na prostoru jugozapadno od glavne crkve. Prema riječima samog kipara, djelo predstavlja „dva različita misterija”: prvi dio prikazuje Isusa na križu i u grobu (dio kipa koji leži polegnut na zemlju), dok drugi dio simbolizira uskrslog Krista s raširenim rukama. Kipar je na ovu koncepciju slučajno došao kada je ispustio kip u kalup za modeliranje tijekom rada.
Karakterističan je detalj da su Isusovi bokovi omotani iskrivljenim pisanjem Psalma 138, što dodatno naglašava duhovnu dimenziju skulpture. Široko raširene ruke simboliziraju Isusa kao onog koji se otvara cijelom čovječanstvu, pružajući zaklon i utočište svim vjernicima.
Najpoznatija karakteristika kipa je neobičan fenomen kapanja tekućine iz Kristovog koljena, koja po kemijskom sastavu odgovara ljudskim suzama.
Godine 2002. uređen je prostor oko skulpture kako bi se uredile postaje Križnog puta za one hodočasnike koji se ne mogu popeti na brdo Križevac. Također je uređena staza nazvana „Via Domini” (Gospodinov put), te su postavljene postaje Otajstva svjetla.
Kip Uskrslog Isusa Krista simbolizira Kristovo uskrsnuće i pobjedu nad smrću.